# Rockowisko
Festiwal Muzyki Rockowej – Rockowisko – jeden z najbardziej popularnych festiwali lat 80. w Polsce.
Składał się z dwóch części – pierwsza to Przegląd Łódzkich Grup Rockowych, a druga to koncert główny, w którym występowali laureaci przeglądu. Koncert odbywał się Hali Sportowej MOSiR-u w Łodzi.
Pierwsza edycja Festiwalu Muzyki Rockowej „Rockowisko’80” odbywała się od 27 do 29 listopada 1980. Zagrały takie zespoły jak: Anex (laureat Przeglądu Łódzkich Grup Rockowych), Argus, Ogród Wyobraźni, Paradoks, Kwadrat, Maanam, Krzak, Kombi, Porter Band i Kasa Chorych.
Druga edycja Rockowiska odbyła się od 25 do 29 listopada 1981. Zagrały zespoły: Jeep, Cytrus, Turbo, Ogród Wyobraźni, Perfect, TSA, Porter Band, Easy Rider, Art Rock, Krzak, Anex, Kwadrat, Dżem, Kasa Chorych i gość z RFN – Extra Stout Blues Band.
W 1982 Festiwal odbywał się od 28 do 30 października. Zagrali: Brak, Jeep, Cross, Turbo, Republika, RSC, Krótkie Spięcie, Trans, Anex, Rezerwat, Oddział Zamknięty, TSA i Histeryk Filip.
Czwarta edycja Rockowiska odbywała się od 1 do 3 grudnia 1983. Wystąpiły takie zespoły jak: Exodus, TSA, Tie Break, String Connection, Lady Pank oraz Martyna Jakubowicz, Andrzej Nowak, Daab, Śmierć Kliniczna, Hak, Lombard, Oddział Zamknięty oraz Marek Biliński, Rezerwat, Republika.
Między 7 a 9 grudnia 1984 odbyła się kolejna edycja Festiwalu. Wystąpiły zespoły: Woo Boo Doo, Madame, Siekiera, Moskwa, Mr. Zoob, Ostatnie Takie Trio, Daab, Azyl P., TSA, ZOO, Made in Poland, Rezerwat, Ferrum, Shakin’ Dudi, Rendez-Vous, Aya RL i Kombi.
Rockowisko '85 odbyło się 15 i 16 kwietnia 1985. Zagrali: Blue Haze, Chandra, Cinema, Faux Pas, Insekty, Klaatu, Lord Cox, Pazur Band, Paka Wilkołaka, New, Odłam, TSA, Republika, Rendez-Vous, Dżem, Turbo i Daab.
12 listopada 2005 odbył się specjalny koncert – „Rockowisko – 25 lat później”. Na imprezie zagrali: Perfect, TSA, Dżem, Armia, KSU, Freak Of Nature, THORN, Obraski, MOLD. Prowadzącymi byli Marek Sierocki i Sławomir Macias.